# کوکی هوندا
کوکی هوندا (ژاپنی: 本田 功輝؛ زادهٔ ۸ مارس ۲۰۰۰) یک بازیکن فوتبال اهل ژاپن است.
از باشگاه‌هایی که در آن بازی کرده‌است می‌توان به باشگاه فوتبال جف یونایتد چیبا اشاره کرد.